# Navió et Vitorino dos Piães
Navió et Vitorino dos Piães est un village (freguesia) portugais de la municipalité de Ponte de Lima et du district de Viana do Castelo. Anciennement divisé en deux villages distincts, Navió puis Vitorino dos Piães, ils se sont unifiés dans le cadre d'une réorganisation territoriale des villages portugais en 2012-2013.

## Géographie
Le village couvre une superficie totale de 14.41 km² dont 13.51 km² font partie de l'ancien village Vitorino dos Piaes et 0.90 km² de Navió (ce qui en fait l'un des villages les plus petits du district). La mairie du village se situe à 12 km de Ponte de Lima et à environ 26 km de Viana do Castelo. Vitorino dos Piaes est situé à 40km de la frontière espagnole du Nord du Portugal. Le village est frontalier avec les villages : Facha ; Cabaços et Fojo Lobal ; Friastelas ; Balugaes ; Ardegão, Freixo et Mato ; et Poiares (municipalité de Ponte de Lima).

## Population
| Population de Navió et Vitorino dos Piães | Population de Navió et Vitorino dos Piães | Population de Navió et Vitorino dos Piães | Population de Navió et Vitorino dos Piães | Population de Navió et Vitorino dos Piães | Population de Navió et Vitorino dos Piães | Population de Navió et Vitorino dos Piães | Population de Navió et Vitorino dos Piães | Population de Navió et Vitorino dos Piães | Population de Navió et Vitorino dos Piães | Population de Navió et Vitorino dos Piães | Population de Navió et Vitorino dos Piães | Population de Navió et Vitorino dos Piães | Population de Navió et Vitorino dos Piães | Population de Navió et Vitorino dos Piães |
| ----------------------------------------- | ----------------------------------------- | ----------------------------------------- | ----------------------------------------- | ----------------------------------------- | ----------------------------------------- | ----------------------------------------- | ----------------------------------------- | ----------------------------------------- | ----------------------------------------- | ----------------------------------------- | ----------------------------------------- | ----------------------------------------- | ----------------------------------------- | ----------------------------------------- |
| 1864                                      | 1878                                      | 1890                                      | 1900                                      | 1911                                      | 1920                                      | 1930                                      | 1940                                      | 1950                                      | 1960                                      | 1970                                      | 1981                                      | 1991                                      | 2001                                      | 2011                                      |
| 1414                                      | 1167                                      | 1244                                      | 1251                                      | 1203                                      | 1233                                      | 1278                                      | 1504                                      | 1707                                      | 1572                                      | 1722                                      | 1895                                      | 1880                                      | 1861                                      | 1768                                      |

| Répartition de la population en fonction de l'âge | Répartition de la population en fonction de l'âge | Répartition de la population en fonction de l'âge | Répartition de la population en fonction de l'âge | Répartition de la population en fonction de l'âge | Répartition de la population en fonction de l'âge | Répartition de la population en fonction de l'âge | Répartition de la population en fonction de l'âge | Répartition de la population en fonction de l'âge | Répartition de la population en fonction de l'âge |
| ------------------------------------------------- | ------------------------------------------------- | ------------------------------------------------- | ------------------------------------------------- | ------------------------------------------------- | ------------------------------------------------- | ------------------------------------------------- | ------------------------------------------------- | ------------------------------------------------- | ------------------------------------------------- |
| Année                                             | 0-14 ans                                          | 15-24 ans                                         | 25-64 ans                                         | > 65 ans                                          |                                                   | 0-14 ans                                          | 15-24 ans                                         | 25-64 ans                                         | > 65 ans                                          |
| 2001                                              | 412                                               | 316                                               | 867                                               | 266                                               |                                                   | 22,1%                                             | 17,0%                                             | 46,5%                                             | 14,3%                                             |
| 2011                                              | 306                                               | 266                                               | 887                                               | 309                                               |                                                   | 17,3%                                             | 15,0%                                             | 50,1%                                             | 17,5%                                             |

## Histoire
La première référence connue de Navió date de 1120, mentionnée dans le document Neviola de Masse Ardega. Il est mentionné dans les enquêtes de 1258 et dans celles de D. Dinis réalisées en 1290, avec la catégorie de paroisse et de village. En 1258, dans le livre des Benefícios e Comendas, il apparaît inséré dans les terres d'Aguiar de Neiva, avec un revenu de 10 réis, un de plus de bas de la municipalité. En 1839, le village apparaît dans la municipalité de Barcelos et en 1852 dans celle de Ponte du Lima. En 1900, il y avait 58 demeures, pour 230 habitants. La place de Vilar de Rei est une des plus importantes parmi les neuf places de Navió, qui est dû à la qualité agricole, mais principalement, en raison des 9 vestiges qui existent à cette place et montrent un passé éloigné où l'homme a laissé des marques de son passage.
Vitorino dos Piães: l'étymologie vient au moins du siècle IX ou X, Vulturinus ; et, au fil du temps, finit pour se développer en Voitorinho et Vitorinho. La forme actuelle, Vitorino, présente une pseudo-correction de l'origine érudite de Vitorinho, pris par le changement populaire au nom de Vitorino. Piães serait une évolution de peões, étant ceci la classe de bandits non cavaliers du Moyen-Âge. Il a été fait pour la distinction entre : « das donas » (les nonnes, les filles de quelque chose, du monastère) et, « dos peões », pour les nombreux bandits de cette classe populaire.

## Patrimoine
Deux église paroissiale, Chapelle de Santa Marinha, les vestiges de Vilar de Rei.Les Castros de Cresto, de Trás de Cidades et do Alto das Valadas. La Chapelle de S. Pedro, Mont de S. Simão et le Mont de la Nó.

## Activités économiques
L'économie locale se concentre dans les secteurs de l'agriculture, l'élevage, l'oléiculture, l'industrie de la viande, la transformation du bois, l'industrie textile, la construction civile et les petits commerces. À cela s'ajoute l'artisanat dans la vannerie.
Actuellement, la mairie du village affirme que l'agriculture pratiquée est substantielle majoritairement. Seulement 10 % des explorations agricoles existantes sont des propriétés moyennes avec un peu de rentabilité. Le secteur secondaire a comme principales activités l'industrie des viandes et l'industrie de transformation de bois, de plus, de la construction civil qui a bénéficié de l'investissement industriel des dernières années dans le village. Le secteur tertiaire est présent dans Navió et Vitorino de Piães par la branche commerciale, étant donné que le public et d'autres services se concentrent à Ponte de Lima. Le parc commercial existant présente une certaine diversité, sur tout dans ce qui concerne le commerce alimentaire.

## Vie associative et collectivités
Groupe de scouts n°787, l'Association de Chasseurs, Casa do Povo, Croix Rouge Portugaise, Groupe Sportif de Vitorino dos Piães, Groupe de Jeunes J.J., la mairie, Moto Club Os Mouros, l'administration de la paroisse, Groupe Unidos da Paródia, Groupe Saint André et  un Groupe folklorique (Grupo Cultural e Recreativo Danças e Cantares de Vitorino dos Piães).

## Culture et fêtes religieuses
Tout le long d'une année à Navió et Vitorino dos Piães plusieurs fêtes religieuses (catholiques) ont lieu, dont les plus importantes: fête de Santa Marinha le 18 juillet, celle du Divino Salvador (divin sauveur) le 6 août, S. Pedro le 30 juin, Senhora de Lurdes et S. Simão le 10 août et Pâques.